# Hilde Barz

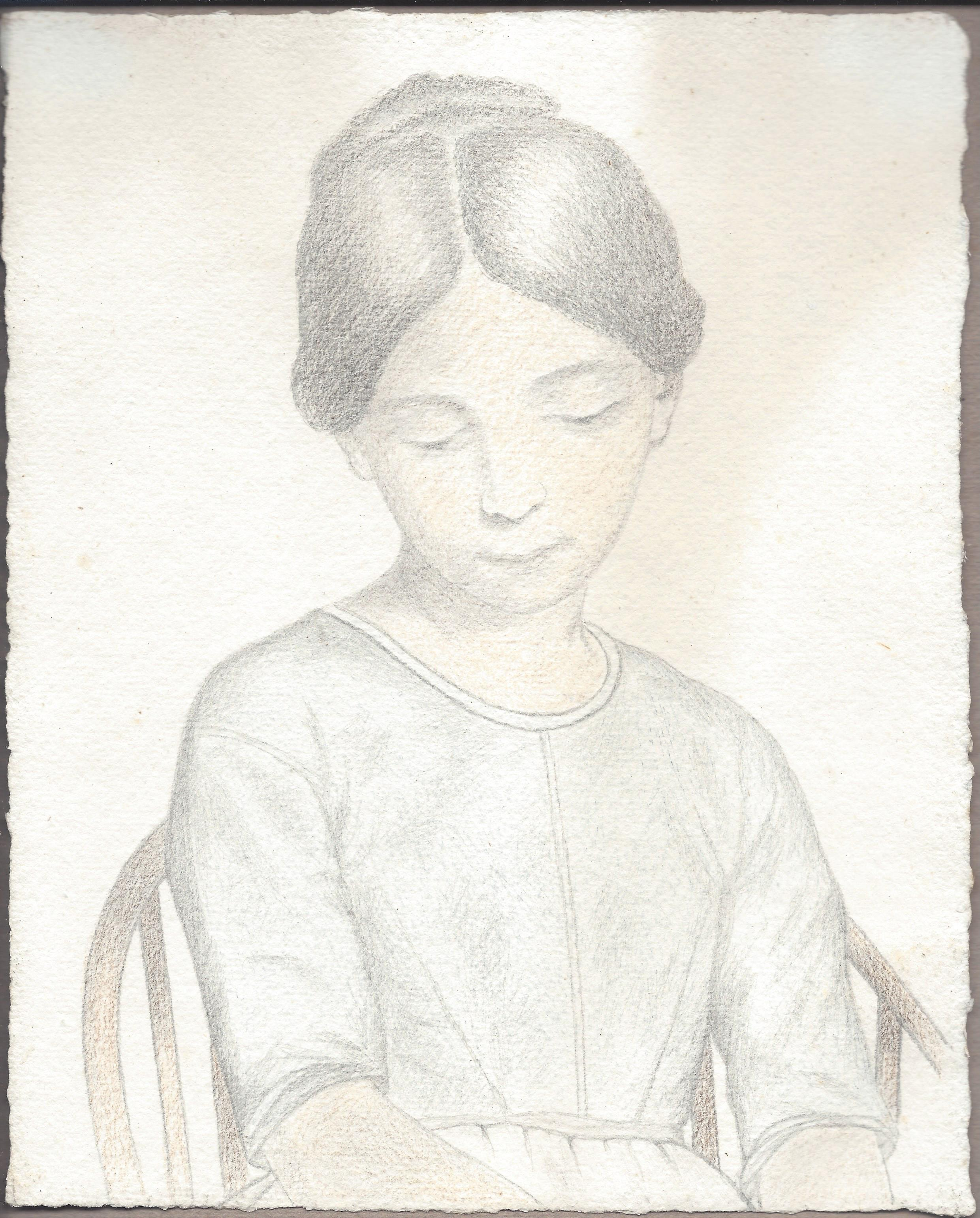
Hilde Barz, Buntstiftzeichnung von Mathias Barz 1937

Brunhilde Barz, geborene Brunhilde Stein (* 28. Dezember 1896; † 1965 in Düsseldorf) war eine deutsche Schauspielerin. Sie war mit dem Maler Mathias Barz verheiratet.

## Leben
Hilde war die Tochter von Josef Stein und Helene, geborene Kaufmann. 1915/16 besuchte sie in Düsseldorf die von Louise Dumont und Gustav Lindemann gegründete Hochschule für Bühnenkunst und das Schauspielhaus Düsseldorf.
1924 saß Hilde Stein bei dem Maler Otto Dix Modell für dessen Bild „Selbstbildnis mit Muse“, den Kontakt zu Dix stellte ihr Freund, der Maler Mathias Barz her. Beide kannten sich seit der Kindheit. 1929 heirateten sie und nahmen eine Wohnung in der Apollinarisstraße 17 im Arbeiterviertel Oberbilk.
Als Jüdin erhielt Hilde Barz ab 1935 Auftrittsverbot. 1936 wurde sie mit ihrem Mann zeitweilig von der Gestapo verhaftet. Am 23. August 1942 wurde ihre Mutter in das KZ Theresienstadt deportiert. Da Hilde in einer sogenannten „Mischehe“ lebte, blieb sie zunächst verschont. Als die Gestapo Hilde Barz im September 1944 aufforderte, sich mit Gepäck im Schlacht- und Viehhof Düsseldorf-Derendorf einzufinden, tauchte das Ehepaar unter und floh in die Eifel. Sie fanden zunächst Zuflucht im Haus von ihrem Malerfreund Otto Pankok und seiner Frau Hulda in Pesch bei Münstereifel. Als sie dort nach zwei Monaten nicht mehr sicher waren, leitete sie Otto Pankok an den katholischen Pfarrer Joseph Emonds weiter. In dessen Pfarrhaus in Kirchheim wurden sie in einem Versteck auf dem Dachboden untergebracht. Unterstützt wurde der Pfarrer hierbei von seiner Haushälterin Anna Schürkes.
Kurz vor Kriegsende wurde im Pfarrhaus in zwei Zimmern ein kleiner Stab der Waffen-SS einquartiert, während das Ehepaar Barz sich auf dem Dachboden versteckte. Sie wurden nun von dem Pfarrer mit den Resten der SS-Verpflegung versorgt. Als es auch hier zu gefährlich wurde, schleuste sie Pfarrer Emonds zu Susi Harmonis in Köln-Ehrenfeld weiter, wo sie einige Wochen blieben. Schließlich kehrte das Paar Ende 1944 nach Düsseldorf zurück, wo sie Hilfe bei der Familie Libotte und dem Ehepaar Otto und Alice Himmelreich fanden. Letztere waren Hausmeister in der Kunsthalle Düsseldorf, wo sich das Ehepaar Barz bis Kriegsende verstecken konnte. Nach dem Krieg blieb das Ehepaar in Düsseldorf.

## Erinnerungsort Alter Schlachthof
Februar 2016 wurde auf dem Campus der Hochschule Düsseldorf, dem ehemaligen Deportationsort Schlacht- und Viehhof Düsseldorf der Erinnerungsort Alter Schlachthof eröffnet. Die Gedenkstätte erinnert auch in Text und Bild an das Ehepaar und ihre Retter.